# Березівська сільська рада (Чернівецький район)
| Березівська сільська рада — колишній орган місцевого самоврядування у Чернівецькому районі Вінницької області з адміністративним центром у с. Березівка. Сільській раді були підпорядковані населені пункти: - с. Березівка - с. Лужок |

## Склад ради
Рада складалася з 20 депутатів та голови.

## Керівний склад сільської ради
| ПІБ                         | Основні відомості                                                                     | Дата обрання | Дата звільнення |
| --------------------------- | ------------------------------------------------------------------------------------- | ------------ | --------------- |
| Кацюк Іван Андрійович       | Сільський голова, 1965 року народження, освіта, безпартійний                          | 26.03.2006   | 31.10.2010      |
| Семенюк Анатолій Григорович | Сільський голова, 1960 року народження, освіта вища, член Української Народної Партії | 31.10.2010   |                 |

Примітка: таблиця складена за даними джерела